# Dobrinja (Jablanica)
Pour les articles homonymes, voir Dobrinja.
Dobrinja (en cyrillique : Добриња) est un village de Bosnie-Herzégovine. Il est situé dans la municipalité de Jablanica, dans le canton d'Herzégovine-Neretva et dans la fédération de Bosnie-et-Herzégovine. Selon les premiers résultats du recensement bosnien de 2013, il compte 61 habitants.
Avant 1991, le village était rattaché à la localité de Gornje Paprasko ; depuis 1991, il est recensé comme une entité administrative à part entière.

## Démographie

### Évolution historique de la population
| 1948 | 1953 | 1961 | 1971 | 1981 | 1991 | 2013 |
| ---- | ---- | ---- | ---- | ---- | ---- | ---- |
| -    | -    | -    | -    | -    | 84   | 61   |

|  |

### Répartition de la population par nationalités (1991)
En 1991, les 84 habitants du village étaient tous Musulmans (bosniaques).